# Misumena bicolor
Misumena bicolor är en spindelart som beskrevs av Simon 1875. Misumena bicolor ingår i släktet Misumena och familjen krabbspindlar. Inga underarter finns listade i Catalogue of Life.